# 微分对策
微分對策 — 微分對策属于應用數學的分支，是博弈論的重要组成部分。在微分對策中，可以用微分方程或微分方程组来表现博弈中的各種狀態。 

## 历史
微分对策之父 — 魯夫斯·伊薩克（Rufus Isaacs）於1940年代发表了一篇关于微分对策的文献。1951年11月，其发表的一篇文章中描述了一个由追击者和逃脱者组成的零和对策（zero-sum differential game）和该对策的解法。此对策下，追击者的目标是最大化抓住逃脱者的概率，逃脱者的目标是最大化逃避追击者的概率。由于追击者的收益便是逃脱者的损失，反之亦然，故此对策为零和对策。

## 分类
微分对策可以按照收益分类為零和微分对策與非零和微分对策；或者按照随机因素的存在与否分类为决定性微分对策與随机微分对策；抑或是按照微分对策的解法可以分为开环纳什均衡（open loop Nash equilibrium）、闭环纳什均衡（closed loop Nash equilibrium）與反馈纳什均衡（feedback Nash equilibrium）。